# BigFlo
BigFlo (em coreano: 빅플로; também estilizado como BIGFLO) é um boy group sul-coreano formado pela HO Company. É constituído por tres membros: Lex, Sung Min e Eui Jin, sendo que eles foram adicionados ao grupo após a saída de dois membros: Z-Uk, Jung Kyun, Yu Seong e Kichun . Em 19 de Junho de 2014 fizeram sua estréia no M! Countdown com seu single "Delilah".

## Integrantes
| Nome artístico | Nome de nascimento    | Data de nascimento                | Posição                             |
| -------------- | --------------------- | --------------------------------- | ----------------------------------- |
| Euijin (의진)  | Lee Eui Jin (이의진)  | 15 de Fevereiro de 1990 (27 anos) | Dançarino principal e rapper líder. |
| Sungmin (성민) | Oh Sung Min (오성민)  | 31 de Dezembro de 1990 (27 anos)  | Vocalista e Dançarino.              |
| Lex (렉스)     | Jeon Hyung Min (현민) | 12 de Janeiro de 1993 (25 anos)   | Vocalista líder.                    |

Ex-Integrantes
| Nome Artístico   | Nome de nascimento       | Data de nascimento               | Posição                                  |
| ---------------- | ------------------------ | -------------------------------- | ---------------------------------------- |
| Z-Uk (지욱)      | Jung Jae Wook ( 정재욱)  | 27 de janeiro de 1993 (32 anos)  | Rapper, Vocalista e Dançarino Principal. |
| Kichun (기천)    | Hwang Ki-chun (황기천)   | 14 de Março de 1992 (25 anos)    | Vocalista e Dançarino.                   |
| Jung Kyun (정균) | Jung Jungkyun (정정균)   | 27 de novembro de 1987 (30 anos) | Lider, Vocalista Principal.              |
| Ron (론)         | Cheon Byung Hwa (천병화) | 22 de janeiro de 1991 (33 anos)  | Vocalista e Visual.                      |
| Yu seong (유성)  | Jung Yu Seong (정유성)   | 8 de Outubro de 1992 (25 anos)   | Vocalista e Dançarino.                   |
| HighTop (하이탑) | Im Hyun Tae (임현태))    | 19 de Março de 1994 (23 anos)    | Rapper Principal, Maknae e Dançarino.    |

## Discografia

### EPs
- 2014: First Flow
- 2014: Second Flow
- 2015: Incant
- 2017:Stardom
- 2018: Emphas!ze

### Singles
- 2015: Delilah (Japanese Ver.)
- 2015: 1.2.3.4 (Single japonês)

## Filmografia

### Reality shows/Programas de variedade
| Ano  | Show      | Integrante(s) participante(s) | Notas                       | Episódio                        |
| ---- | --------- | ----------------------------- | --------------------------- | ------------------------------- |
| 2014 | BIGFLO TV | Todos os membros              | Dia a dia dos cinco membros | Episódios 1-17 (atual episódio) |

### Prémios
| Ano  | Prémio                    | Notas                                    |
| ---- | ------------------------- | ---------------------------------------- |
| 2014 | I.K.M.A: Best Rokkie 2014 | Venceram com seu single de Debut Delilah |

### Vídeos musicais
|      | Vídeo musical          | Duração |
| 2014 | "Delilah"              | 3:27    |
| 2014 | "Bad Mama Jama"        | 3:16    |
| 2015 | ''Delilah'' (JPN Ver.) | 3:43    |
| 2015 | ''Obliviate''          | 3:30    |
| 2015 | "1.2.3.4"              | 4:01    |
| 2017 | "Stardom"              | 3:24    |
| 2018 | "Upside Down"          | 4:22    |